# Sae Takemoto
Sae Takemoto (japanisch 武本 紗栄 Takemoto Sae; * 23. November 1999) ist eine japanische Leichtathletin, die sich auf den Speerwurf spezialisiert hat.

## Sportliche Laufbahn
Erste internationale Erfahrungen bei internationalen Meisterschaften sammelte Sae Takemoto im Jahr 2018, als sie bei den Juniorenasienmeisterschaften in Gifu mit einer Weite von 54,16 m die Silbermedaille im Speerwurf gewann. Anschließend schied sie bei den U20-Weltmeisterschaften in Tampere mit 48,80 m in der Qualifikationsrunde aus. 2022 startete sie bei den Weltmeisterschaften in Eugene und gelangte dort mit 57,93 m im Finale auf Rang elf. Im Jahr darauf siegte sie mit 57,03 m beim Sydney Track Classic und belegte bei den Asienspielen in Hangzhou mit 55,39 m den sechsten Platz. 2025 gewann sie bei den Asienmeisterschaften in Gumi mit 58,94 m die Bronzemedaille hinter der Chinesin Su Lingdan und ihrer Landsfrau Momone Ueda.